# Eduard Böhmer
Pour les articles homonymes, voir Eduard Böhmer (homme politique) et Böhmer.
Eduard Böhmer ou Boehmer, né le 24 mai 1827 à Stettin et mort le 5 février 1906 à Lichtental, près de Baden-Baden, est un philologue romaniste et théologien allemand.

## Biographie
Eduard Böhmer a été professeur de théologie à Halle, et ensuite professeur de philologie. Il a enseigné cette discipline à l’université de Strasbourg de 1872 à 1879. Il a publié plusieurs ouvrages de théologie, sur l’ancien français et les langues romanes, dont la revue Romanische Studien (1871-1885). Le système de transcription phonétique qu’il a conçu pour la revue Romanische Studien est utilisé[Quand ?] en Allemagne dans l’étude des langues romanes et certains de ses éléments se retrouvent dans la transcription de Bourciez ou celle du Glossaire des patois de la Suisse romande.